# Forschungscampus Stuttgart-Vaihingen
Koordinaten: 48° 44′ 41″ N, 9° 6′ 9″ O
Der Forschungscampus Stuttgart-Vaihingen ist ein Gebiet im Stadtbezirk Stuttgart-Vaihingen, in dem seit den 1950er Jahren große Teile der Forschungslandschaft Stuttgarts konzentriert werden. Mit der Universität Stuttgart, der Hochschule der Medien, zwei Max Planck Instituten, vier DLR Instituten und sechs Fraunhofer Instituten ist der Forschungscampus wahrscheinlich der größte Wissenschaftscampus in Deutschland.

## Geschichte
Die Universität Stuttgart war ursprünglich im Stadtzentrum Stuttgarts angesiedelt. Unter anderem aus Platzgründen wurden ab den 1950er-Jahren zunächst einzelne Institute, ab den 1960er Jahren dann fast der gesamte technisch-naturwissenschaftlichen Bereich in den Stadtteil Pfaffenwald umgesiedelt. Unter dem Leitgedanken „Campus als Stadt“ wurden ebenfalls Studierenden- und Mitarbeiterwohnungen, Sozialbauten sowie weitere Gebäude (Sporthallen, Kindergärten) dort errichtet. Die Universität fasst ihre Einrichtungen daher als Campus Vaihingen zusammen. 1975 erfolgte der Umzug zweier Max-Planck-Institute in unmittelbare Nähe (Büsnau), ab den 1980er-Jahren folgten dann mehrere Fraunhofer-Institute. Auch die Hochschule der Medien und ein Teil der Hochschule für Technik Stuttgart befinden sich inzwischen auf dem Campus. Seit 1985 ist der Campus über den Bahnhof Stuttgart Universität an das Stuttgarter S-Bahn-Netz angebunden. 
Im Rahmen der Exzellenzinitiative des Bundes wurden einzelne Einrichtungen als Kooperativer Forschungscampus im Rahmen einer Antragsskizze zusammengefasst.
2015 gab es ca. 20.000 Studierende auf dem Campus, sowie mehrere tausend wissenschaftliche Mitarbeiter.

## Einrichtungen
- Universität Stuttgart (8 der 10 Fakultäten, insbesondere Natur-, Ingenieur- und Sportwissenschaften)
  - Höchstleistungsrechenzentrum mit dem zeitweise schnellsten Supercomputer Deutschlands[8]
  - Raumfahrtzentrum Baden-Württemberg (RZBW) wurde im Januar 2012 der Universität übergeben.[9][10]
  - Materialprüfungsanstalt Universität Stuttgart
  - Universitätssternwarte Pfaffenwald
  - Zweigstelle der Universitätsbibliothek Stuttgart
  - Forschungscampus ARENA2036

- Zwei Forschungsinstitute der Max-Planck-Gesellschaft
  - Max-Planck-Institut für Festkörperforschung
  - Max-Planck-Institut für Intelligente Systeme (ehemals Max-Planck-Institut für Metallforschung)
- vier Institute des Deutschen Zentrums für Luft- und Raumfahrt (DLR)
- Das Institutszentrum Stuttgart (IZS) ist das zweitgrößte Forschungszentrum der Fraunhofer-Gesellschaft in Deutschland und stellte zwei ihrer Präsidenten. Es gliedert sich in:[11]
  - Fraunhofer-Institut für Arbeitswirtschaft und Organisation IAO
  - Fraunhofer-Institut für Bauphysik IBP
  - Fraunhofer-Institut für Grenzflächen- und Bioverfahrenstechnik IGB
  - Fraunhofer-Institut für Produktionstechnik und Automatisierung IPA
  - Fraunhofer-Informationszentrum für Raum und Bau IRB
- Hochschule der Medien Stuttgart

- Forschungsinstitut für Kraftfahrwesen und Fahrzeugmotoren Stuttgart
- Zentrum für Sonnenenergie- und Wasserstoff-Forschung Baden-Württemberg (ZSW)[12]
- Hahn-Schickard-Institut für Mikroaufbautechnik
- Institut für Mikroelektronik Stuttgart (IMS CHIPS)

Im angrenzenden Technologiepark Stuttgarter Engineering Park (STEP) haben sich zudem viele Technologiefirmen niedergelassen, etwa Voith (Unternehmen) oder Microsoft.

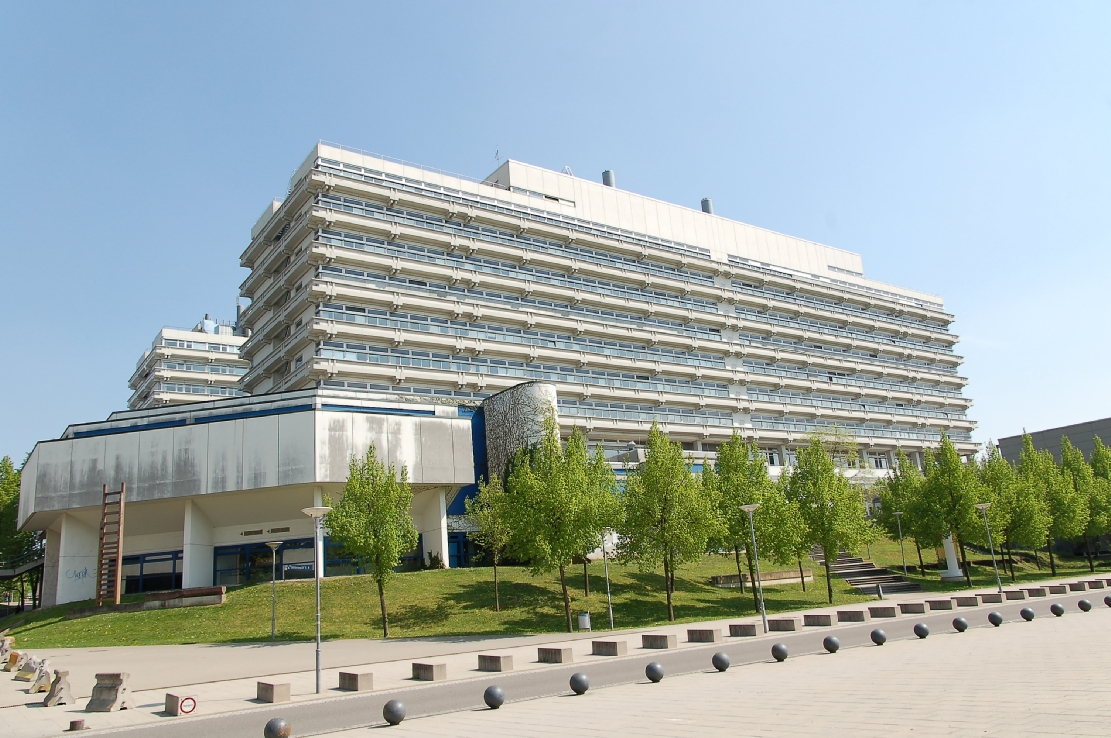
Naturwissenschaftliches Zentrum (NWZ) der Universität Stuttgart
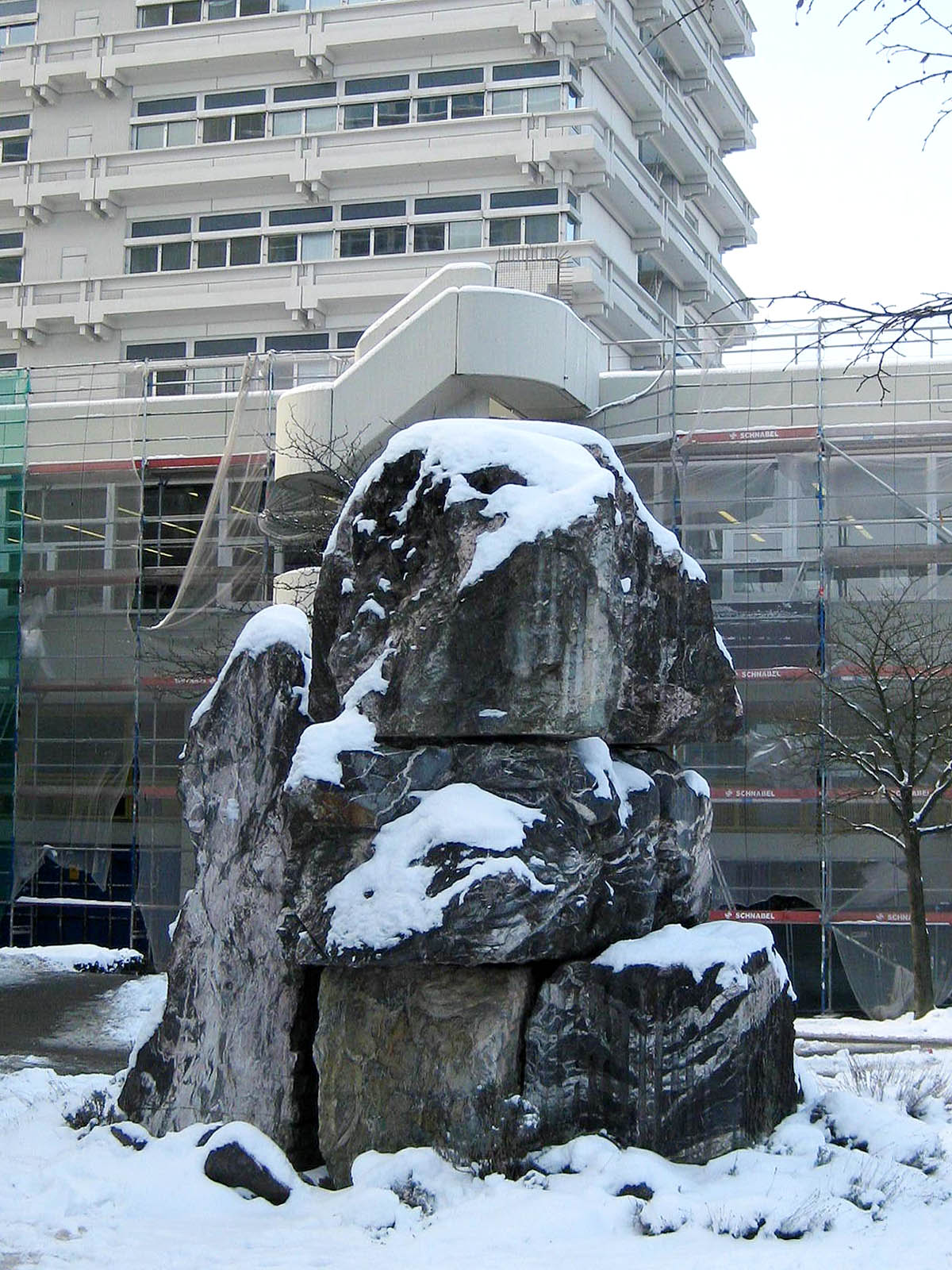
Kunstwerk im dortigen Bereich
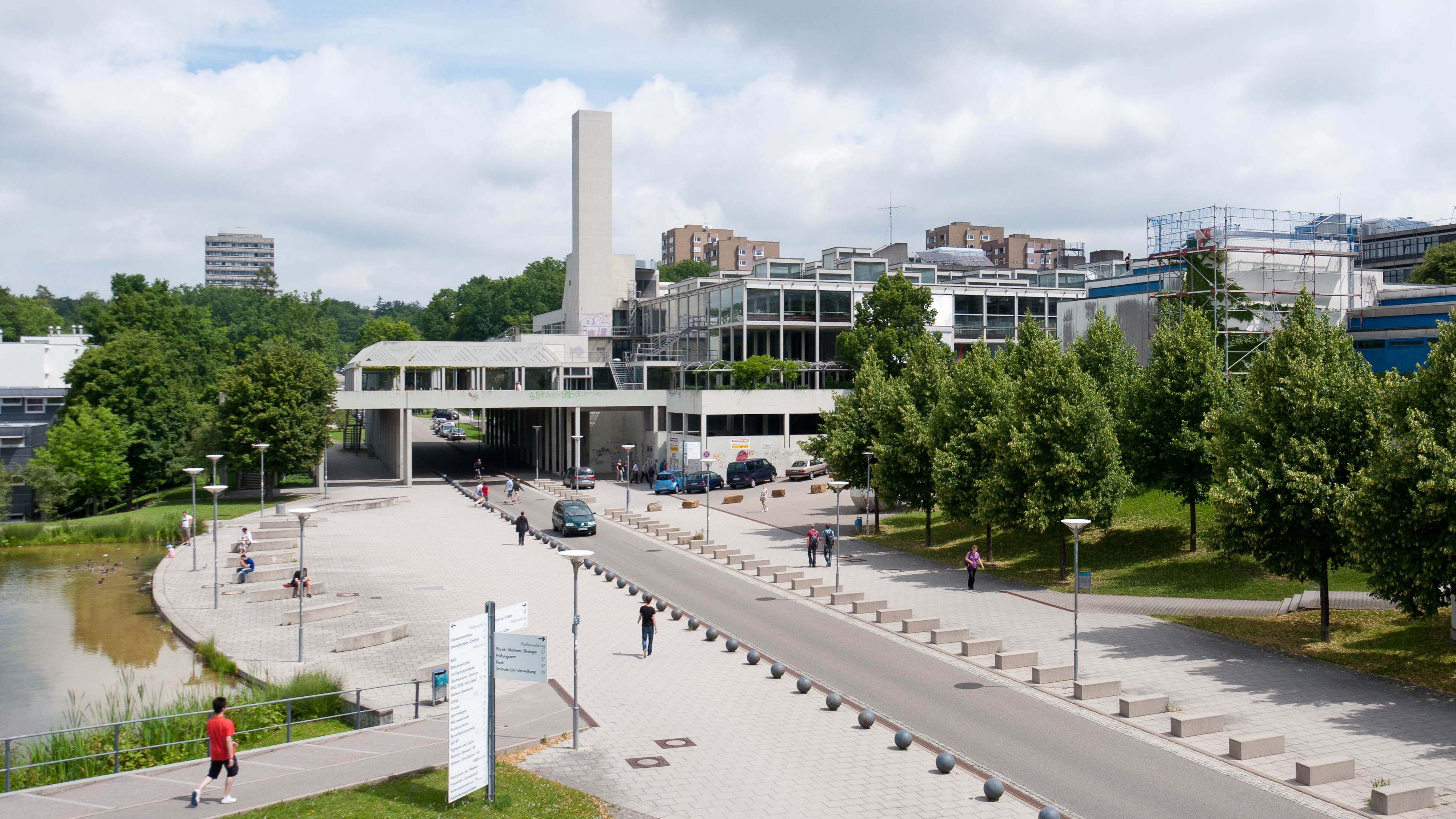
Mensa II des Studierendenwerk Stuttgart
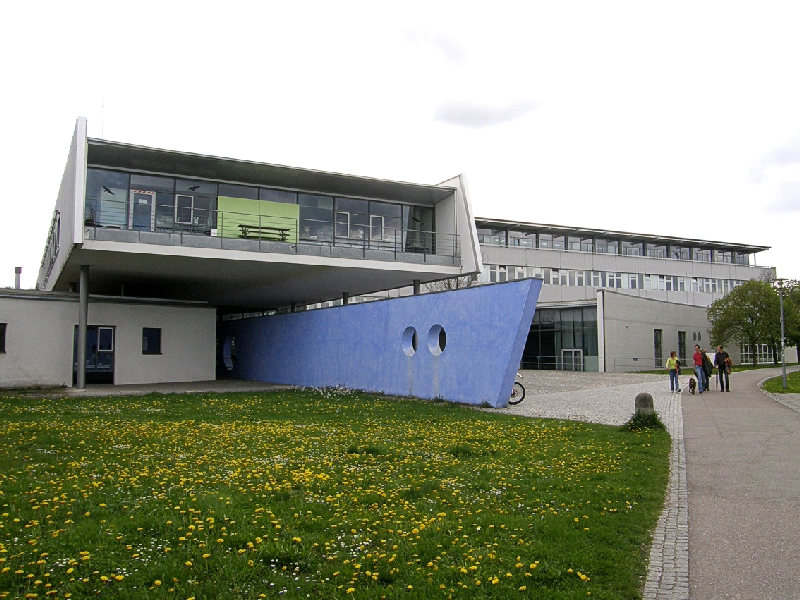
Hochschule der Medien
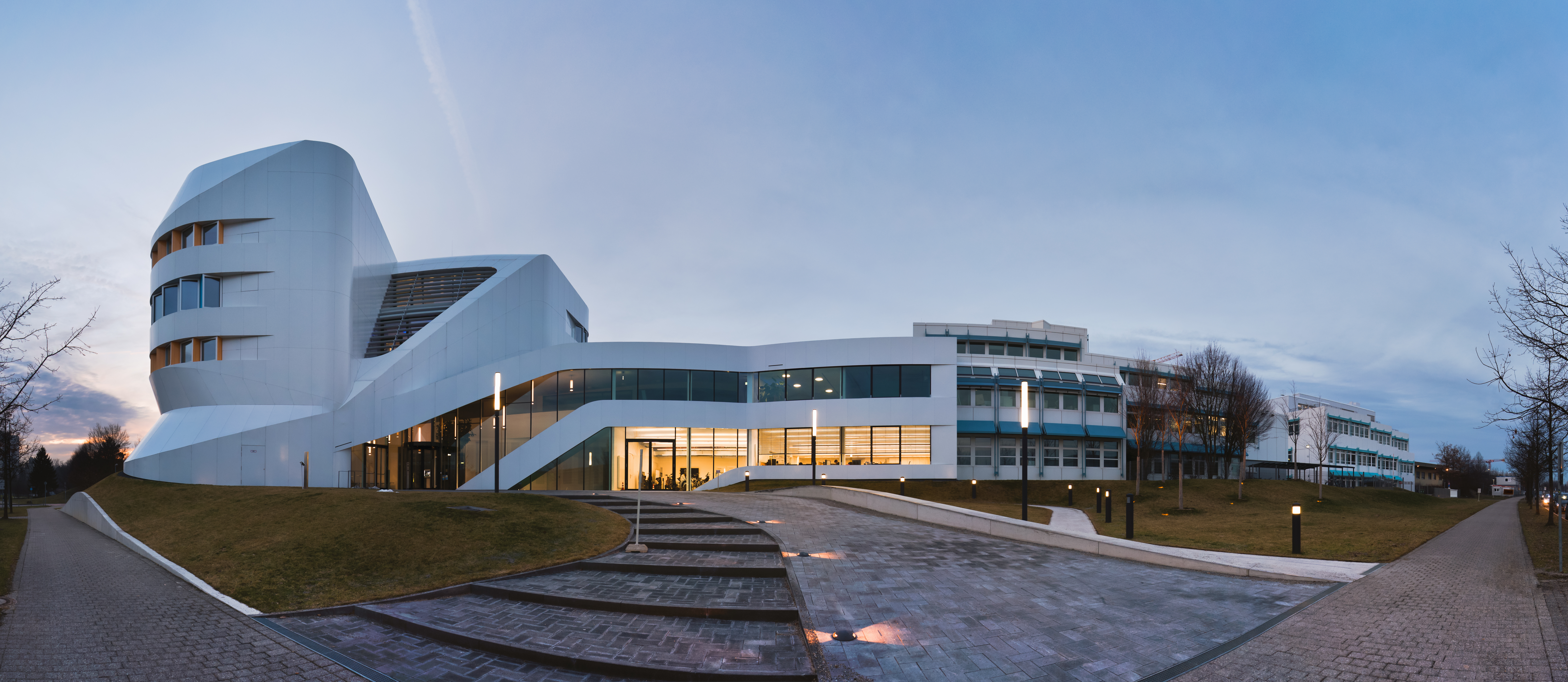
Fraunhofer IAO
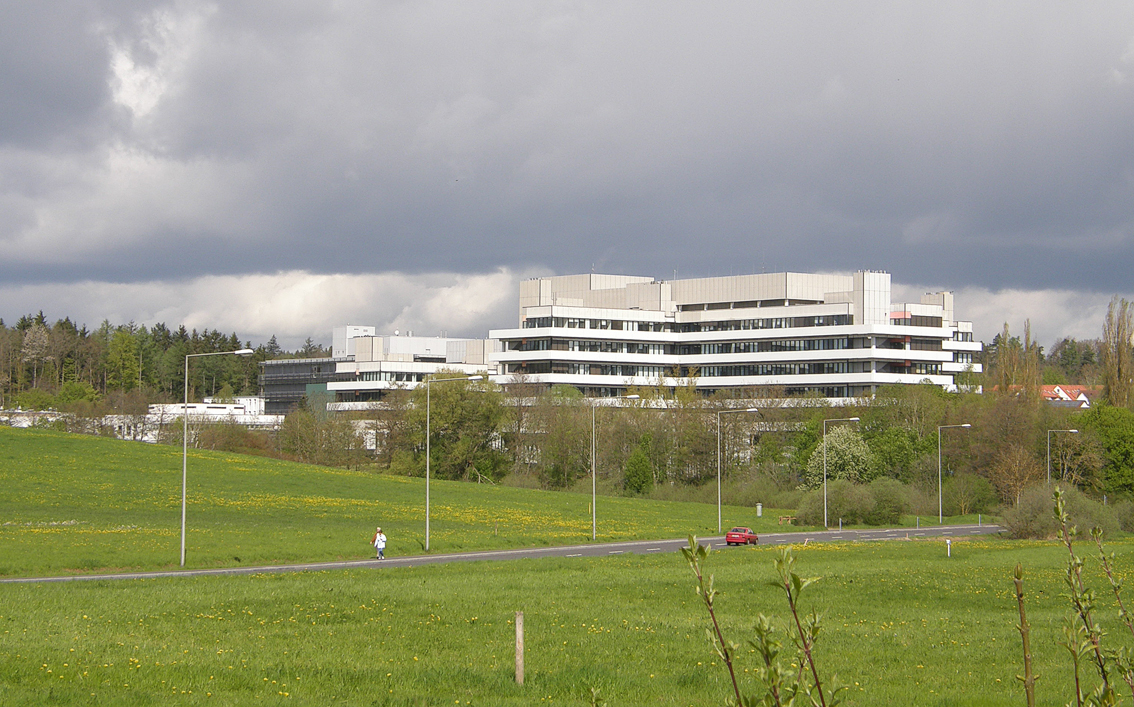
Max-Planck-Institut für Festkörperforschung
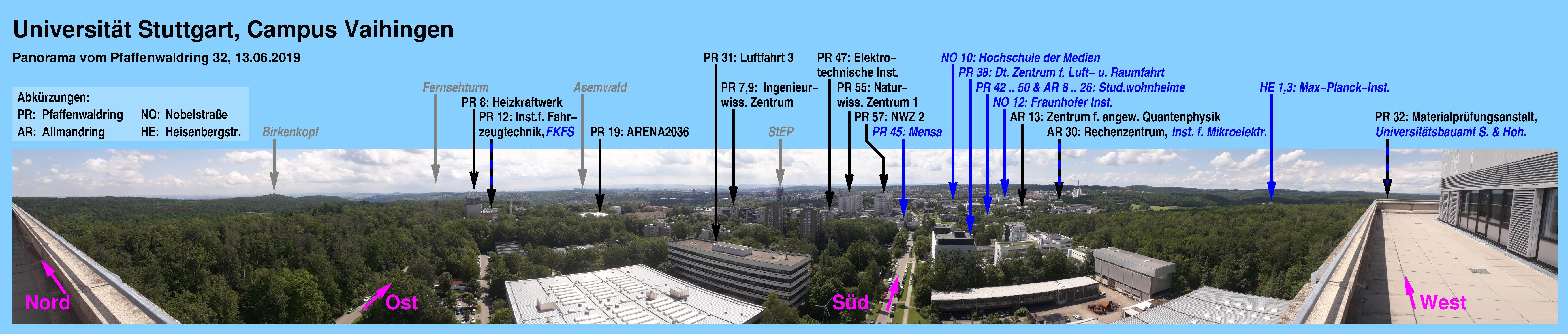
Panorama-Aufnahme des Campus Vaihingen der Universität Stuttgart